# ورنیل له فوریر
ورنیل له فوریر (به فرانسوی: Vernoil-le-Fourrier) یک کمون در فرانسه است که در Canton of Longué-Jumelles واقع شده‌است.

## خصوصیات
ورنیل له فوریر ۳۳٫۱ کیلومترمربع مساحت و ۱٬۲۳۰ نفر جمعیت دارد و ۶۴ متر بالاتر از سطح دریا واقع شده‌است.